# Arquidiócesis de Santa Fe
La arquidiócesis de Santa Fe (en latín: Archidioecesis Sanctae Fidei in America Septentrionali y en inglés: Roman Catholic Archdiocese of Santa Fe) es una circunscripción eclesiástica de la Iglesia católica en Estados Unidos. Se trata de una arquidiócesis latina, sede metropolitana de la provincia eclesiástica de Santa Fe. Desde el 27 de abril de 2015 su arzobispo es John Charles Wester.

## Territorio y organización

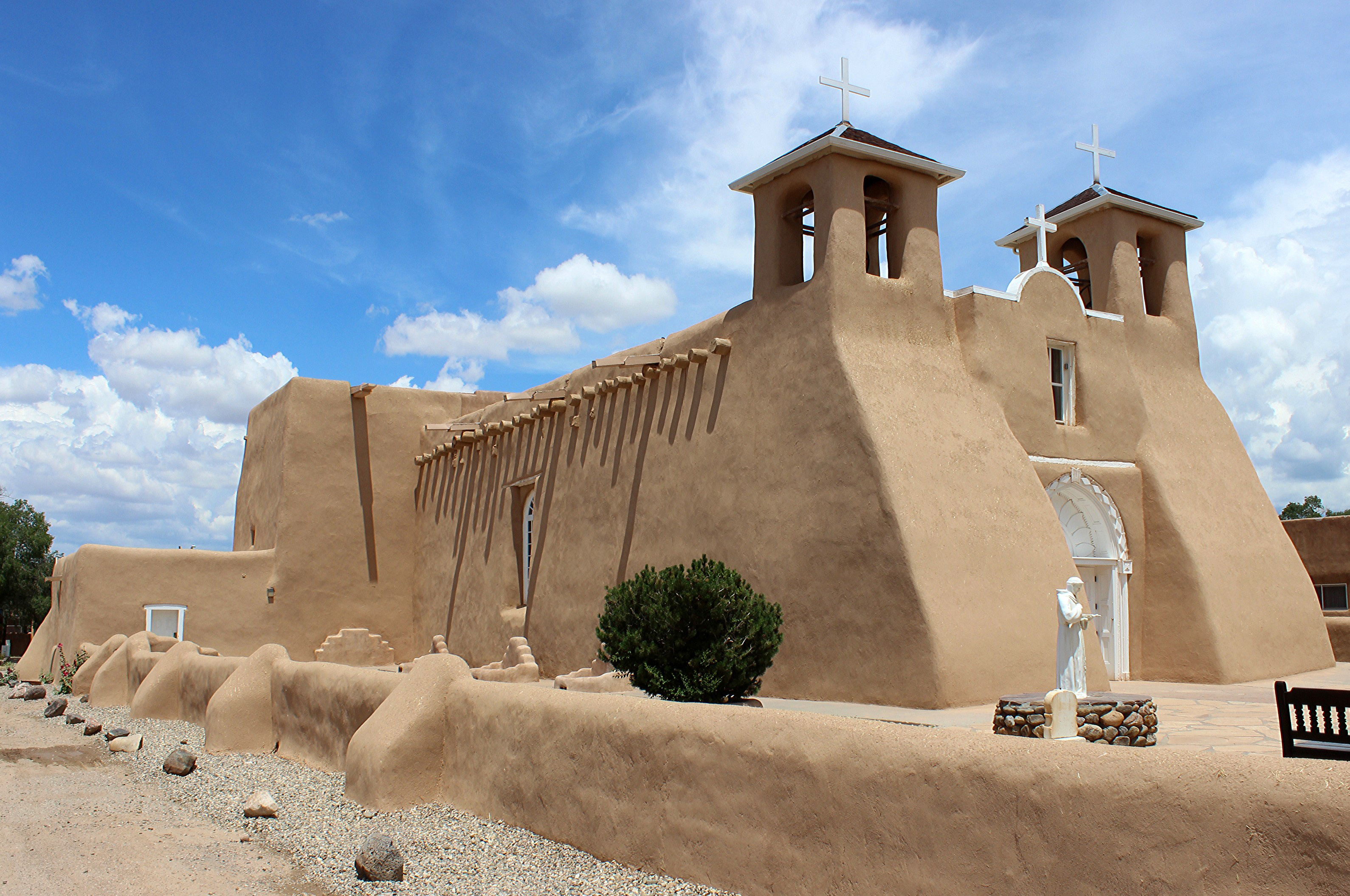
Iglesia de San Francisco de Asís, en Ranchos de Taos

La arquidiócesis tiene 158 296 km² y extiende su jurisdicción sobre los fieles católicos de rito latino residentes en 19 condados del estado de Nuevo México: Rio Arriba, Taos, Colfax, Union, Mora, Harding, Condado de Los Álamos, Sandoval, Santa Fe, San Miguel, Quay, Bernalillo, Valencia, Socorro, Torrance, Guadalupe, De Baca, Roosevelt y Curry.

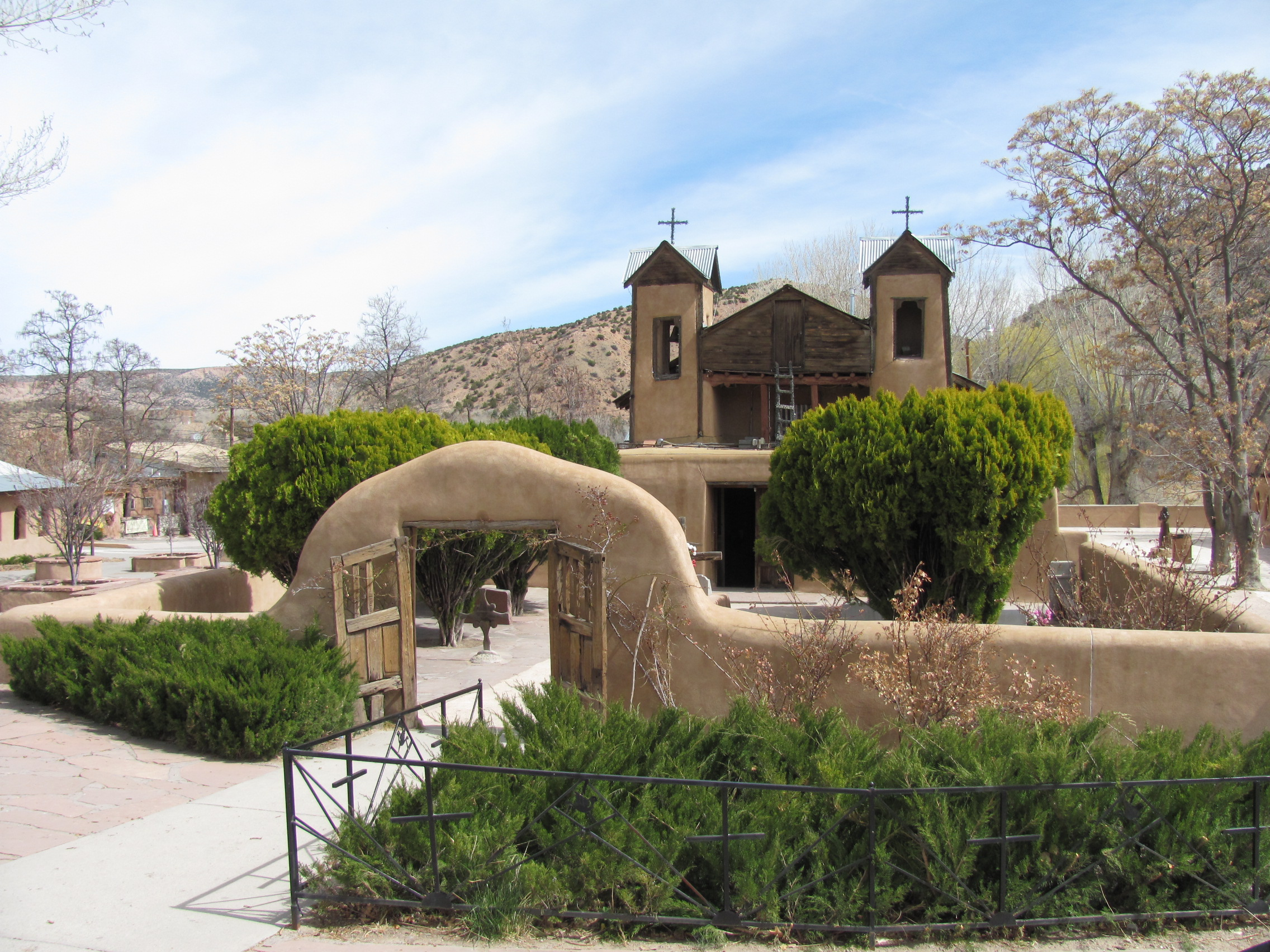
Santuario de Chimayó

La sede de la arquidiócesis se encuentra en la ciudad de Albuquerque, pero en Santa Fe es donde se halla la Catedral basílica de San Francisco de Asís y la Misión de San Miguel, el templo católico más antiguo de Estados Unidos. En el territorio diocesano también se encuentran el Santuario de Chimayó, un santuario diocesano que data de principios del siglo XIX, y dos iglesias que son Patrimonio de la Humanidad: la capilla de San Gerolamo, en el Pueblo de Taos, y la iglesia de San Francisco de Asís en Ranchos de Taos.

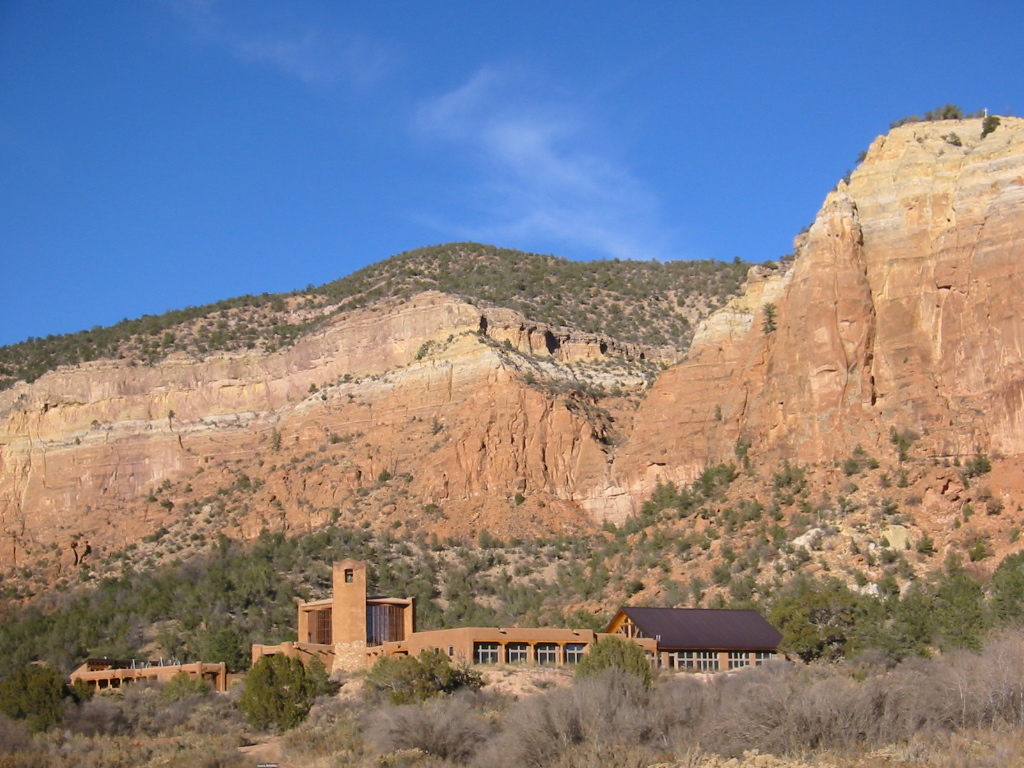
Monasterio de Cristo en el Desierto

La arquidiócesis tiene como sufragáneas a las diócesis de: Gallup, Las Cruces, Phoenix y Tucson.
En 2020 en la arquidiócesis existían 93 parroquias agrupadas en 8 decanatos: Nordeste, Noroeste, Sudeste, Sudoeste, Santa Fe, Albuquerque A, Albuquerque B, Albuquerque C.

## Historia
El vicariato apostólico de Nuevo México fue erigido el 23 de julio de 1850, obteniendo el territorio de la diócesis de Durango (hoy arquidiócesis de Durango).
El 29 de julio de 1853 el vicariato apostólico fue elevado a diócesis y asumió el nombre de diócesis de Santa Fe, en virtud de la breve Universi dominici gregis del papa Pío IX. Al mismo tiempo, la nueva diócesis se convirtió en sufragánea de la arquidiócesis de San Luis.
El 3 de marzo de 1868 cedió una porción de su territorio para la erección del vicariato apostólico de Colorado y Utah (hoy arquidiócesis de Denver) mediante el breve Summi apostolatus del papa Pío IX.
El 25 de septiembre de 1868 cedió otra porción de su territorio para la erección del vicariato apostólico de Arizona (hoy diócesis de Tucson).
El 12 de febrero de 1875 fue elevada al rango de arquidiócesis metropolitana en virtud del breve Quae nos sacri del papa Pío IX.
El 16 de diciembre de 1939 cedió una porción de su territorio para la erección de la diócesis de Gallup mediante la bula Ad bonum animarum del papa Pío XII.
El 17 de agosto de 1982 cedió otra porción de su territorio para la erección de la diócesis de Las Cruces, mediante la bula Postulat munus del papa Juan Pablo II.

### Abusos sexuales y bancarrota
En septiembre de 2018, la Fiscalía general del estado de Nuevo México ordenaba investigar a la Iglesia católica respecto a su actuación en los diversos casos de conducta sexual inapropiada por parte de sacerdotes de la arquidiócesis hacia menores de edad. El 22 de junio de 2019, la arquidiócesis de Santa Fe se declaró oficialmente en bancarrota después de conocerse que 395 personas habían demandado a la arquidiócesis por presuntos casos de abuso sexual infantil cometidos por el clero en el pasado.
Antes de acogerse a la bancarrota, la arquidiócesis transfirió activos por un valor superior a los 150 millones de dólares hacia diversas entidades fiduciarias y parroquias. En octubre de 2020, un juez de bancarrotas resolvió que los supervivientes de abusos podrían impugnar judicialmente dichas transmisiones alegando que constituían un intento fraudulento de eludir mayores compensaciones a las víctimas. Se ha señalado dicha estrategia como parte de un patrón generalizado de alzamiento de bienes de la Iglesia católica estadounidense en aquellos pleitos relacionados con quiebras motivadas por casos de abusos sexuales.

## Estadísticas
Según el Anuario Pontificio 2021 la arquidiócesis tenía a fines de 2020 un total de 513 000 fieles bautizados.
| Año                                                                             | Población            | Población | Población      | Sacerdotes | Sacerdotes    | Sacerdotes    | Bautizados por sacerdote | Diáconos permanentes | Religiosos | Religiosos | Parroquias |
| Año                                                                             | Bautizados católicos | Total     | % de católicos | Total      | Clero secular | Clero regular | Bautizados por sacerdote | Diáconos permanentes | Varones    | Mujeres    | Parroquias |
| ------------------------------------------------------------------------------- | -------------------- | --------- | -------------- | ---------- | ------------- | ------------- | ------------------------ | -------------------- | ---------- | ---------- | ---------- |
| 1950                                                                            | 205 000              | 450 000   | 45.6           | 190        | 115           | 75            | 1078                     |                      | 96         | 560        | 71         |
| 1966                                                                            | 252 317              | 656 389   | 38.4           | 279        | 147           | 132           | 904                      |                      | 185        | 626        | 89         |
| 1970                                                                            | ?                    | 678 650   | ?              | 251        | 122           | 129           | ?                        |                      | 275        | 440        |            |
| 1976                                                                            | 300 000              | 800 000   | 37.5           | 212        | 130           | 82            | 1415                     | 22                   | 176        | 353        | 94         |
| 1980                                                                            | 325 000              | 822 000   | 39.5           | 206        | 126           | 80            | 1577                     | 41                   | 168        | 406        | 95         |
| 1990                                                                            | 300 000              | 841 000   | 35.7           | 233        | 129           | 104           | 1287                     | 110                  | 177        | 309        | 92         |
| 1999                                                                            | 257 258              | 1 044 376 | 24.6           | 195        | 106           | 89            | 1319                     | 136                  | 91         | 273        | 91         |
| 2000                                                                            | 275 955              | 1 045 420 | 26.4           | 208        | 124           | 84            | 1326                     | 147                  | 191        | 263        | 91         |
| 2001                                                                            | 286 155              | 1 071 238 | 26.7           | 219        | 127           | 92            | 1306                     | 146                  | 196        | 254        | 92         |
| 2002                                                                            | 287 055              | 1 083 069 | 26.5           | 213        | 131           | 82            | 1347                     | 143                  | 189        | 246        | 92         |
| 2003                                                                            | 307 436              | 1 111 071 | 27.7           | 214        | 129           | 85            | 1436                     | 142                  | 183        | 235        | 92         |
| 2004                                                                            | 254 110              | 1 260 385 | 20.2           | 214        | 128           | 86            | 1187                     | 199                  | 173        | 245        | 93         |
| 2010                                                                            | 314 183              | 1 429 000 | 22.0           | 212        | 126           | 86            | 1481                     | 216                  | 167        | 173        | 92         |
| 2014                                                                            | 323 850              | 1 473 000 | 22.0           | 207        | 126           | 81            | 1564                     | 215                  | 139        | 130        | 93         |
| 2017                                                                            | 327 964              | 1 310 637 | 25.0           | 192        | 126           | 66            | 1708                     | 211                  | 130        | 114        | 93         |
| 2020                                                                            | 326 300              | 1 305 195 | 25.0           | 201        | 198           | 73            | 1623                     | 220                  | 159        | 84         | 93         |
| Fuente: Catholic-Hierarchy, que a su vez toma los datos del Anuario Pontificio. |                      |           |                |            |               |               |                          |                      |            |            |            |

## Episcopologio
- Jean-Baptiste Lamy † (29 de julio de 1853-18 de agosto de 1885 renunció)
- Jean-Baptiste Salpointe † (18 de agosto de 1885-7 de enero de 1894 renunció[nota 1])
- Placide Louis Chapelle † (7 de enero de 1894-1 de diciembre de 1897 nombrado arzobispo de Nueva Orleans)
- Peter Bourgade † (7 de enero de 1899-17 de mayo de 1908 falleció)
- John Baptist Pitaval † (3 de enero de 1909-29 de julio de 1918 renunció[nota 2])
- Anthony Thomas Daeger, O.F.M. † (10 de marzo de 1919-2 de diciembre de 1932 falleció)
- Rudolph Aloysius Gerken † (2 de junio de 1933-2 de marzo de 1943 falleció)
- Edwin Vincent Byrne † (12 de junio de 1943-26 de julio de 1963 falleció)
- James Peter Davis † (3 de enero de 1964-1 de junio de 1974 renunció)
- Robert Fortune Sanchez † (1 de junio de 1974-6 de abril de 1993 renunció)
- Michael Jarboe Sheehan (17 de agosto de 1993-27 de abril de 2015 retirado)[nota 3]
- John Charles Wester, desde el 27 de abril de 2015